# Ołeksandr Jacenko (ur. 1985)
Ołeksandr Iwanowycz Jacenko, ukr. Олександр Іванович Яценко (ur. 24 lutego 1985 w Kijowie) – ukraiński piłkarz występujący na pozycji obrońcy, reprezentant Ukrainy.

## Kariera piłkarska

### Kariera klubowa
Wychowanek Szkoły Piłkarskiej Dynama Kijów. Pierwszy trener - Ołeksandr Szpakow. W 2001 rozpoczął karierę piłkarską najpierw w trzeciej, a potem w drugiej i pierwszej drużynie Dynama Kijów. W 2005-2006 wypożyczony do FK Charków, a w 2007 do Dnipra Dniepropietrowsk. W 2007 przeszedł do Czornomorca Odessa. Podczas przerwy zimowej sezonu 2009/10 odeski klub zrezygnował z usług piłkarza. W lutym 2010 podpisał kontrakt z Illicziwcem Mariupol. Na początku 2012 wyjechał do Białorusi, gdzie podpisał kontrakt z Biełszyną Bobrujsk. 1 marca 2013 zasilił skład Heliosu Charków.

### Kariera reprezentacyjna
Występował w reprezentacji Ukrainy na juniorskich Mistrzostwach Europy U-19 rozgrywanych w 2004 roku w Szwajcarii.
Następnie występował w reprezentacji Ukrainy U-20 na młodzieżowych Mistrzostwach Świata U-20 rozgrywanych w 2005 w Holandii.
Na młodzieżowych Mistrzostwach Europy U-21 rozgrywanych w 2006 roku w Portugalii jako zawodnik reprezentacji Ukrainy zdobył tytuł wicemistrza Europy.
12 października 2005 debiutował w reprezentacji Ukrainy w meczu towarzyskim z Japonią, wygranym 1:0.

## Sukcesy i odznaczenia

### Sukcesy reprezentacyjne
- ćwierćfinalista Mistrzostw Świata: 2006
- wicemistrz Europy U-21: 2006

### Odznaczenia
- Order „Za odwagę” III klasy: 2006[6].
- członek Klubu Ołeksandra Jacenki: 296 goli